# Xã Norwegian, Quận Schuylkill, Pennsylvania
Xã Norwegian (tiếng Anh: Norwegian Township) là một xã thuộc quận Schuylkill, tiểu bang Pennsylvania, Hoa Kỳ. Năm 2010, dân số của xã này là 2.310 người.